# آگوستا (کنتاکی)
آگوستا (به انگلیسی: Augusta) شهری در ایالت کنتاکی کشور ایالات متحده آمریکا است که جمعیت آن در سرشماری سال ۲۰۱۰ میلادی، ۱٬۱۹۰ نفر بوده‌است.